# Aprieta y gana
Aprieta y gana fue un programa de género concursos, producido por RCTV, y transmitido entre los años 2000 a 2006. El programa tiene una duración de dos horas, y fue conducido por Camila Canabal y Winston Vallenilla, contó también con participación de María Alejandra Requena y Alba Roversi cuando camila no podía grabar algún episodio. Su formato de concurso fue similar a La guerra de los sexos.
Entre 2000 y 2002 se transmitió los jueves a las 19:00 h. Dese 2003 pasó a transmitirse los días viernes a la misma hora.
El programa fue transmitido en Estados Unidos por la cadena Telemundo.

## Formato
Dos equipos conformado de cuatro mujeres y cuatro hombres, apoyados por sus respectivas barras en el público, se enfrentan en diferentes pruebas, juegos y gincanas de seducción. 
El grupo ganador de esta competencia va sumando puntos tras cada reto que complete, y el que saque la mayor puntuación al final será el triunfador y podrá demostrar que es el sexo más fuerte. Los concursantes invitados eran reconocidas figura de la televisora.

## Salida del aire
El programa dejó de emitirse el 3 de febrero de 2006 anunciado como "fin de temporada". A la semana siguiente, en su lugar se transmitió el reality show Date con Todo.

## Controversia por plagio
Aprieta y gana fue creado por RCTV para competir contra Ellas y Ellos (posteriormente renombrado La guerra de los sexos) de Venevision.